# 18-冠-6
18-冠-6是一種冠醚，化學式為[C2H4O]6，它是一種白色、吸濕性結晶固體，熔點低。

## 性质
18-冠-6孔穴直径为260-320pm，K+直径为266pm，正好容纳钾离子，因此可以络合。18-冠-6是很好的相转移催化剂，就是基于上述原因。在反应中，冠醚和金属离子络合，可溶于有机溶剂中，留下“裸露”的阴离子，同时进入有机溶剂中。由于阴离子是游离的自由负离子，没有溶剂化的影响，因此很容易发生反应。
液-液两项中冠醚也有同样的作用，可使盐进入有机溶剂中，从而可以迅速反应。如18-冠-6和乙腈存在下，氰化钾与氯化苄反应得到苯乙腈，产率为100%。

## 合成
18-冠-6可通过Williamson合成制得，其中钾离子起“模板”作用：
把112.5g三甘醇和600mlTHF和109gAR的KOH（配成60%的热饱和溶液）混合搅拌15分钟。然后滴加140.3g二氯三甘醇和100mlTHF的混合溶液。然后回流搅拌18~24小时冷却减压抽去大部分THF，加入500ml二氯甲烷，过滤。干燥有机相，过滤，蒸馏，收集100~167度馏分。100ml乙腈重结晶产物，冷却到-30度，过滤并用冷乙腈洗涤，乙腈络产物在0.1~0.5毫米汞柱下蒸去络合溶剂乙腈。以56~66的产率得到产物。
THF无需干燥；KOH溶液过冷会析出晶体，过热会造成THF沸腾；加入KOH后会变黑变棕，不影响产率；第一次蒸馏多蒸去水更容易过滤和干燥；不要用含碱金属离子的干燥剂；第一次蒸可以因馏局部温度过高生成二氧六环（有报道为180度自燃）而爆炸，建议冷却蒸馏头；第一次的馏分里可能因为原料的原因含有乙烯和乙醇杂质，可以用更仔细的重结晶，升华，色谱等更多方法除去；过滤需要干燥；氢谱（四氯化碳）化学位移为3.56

## 圖庫

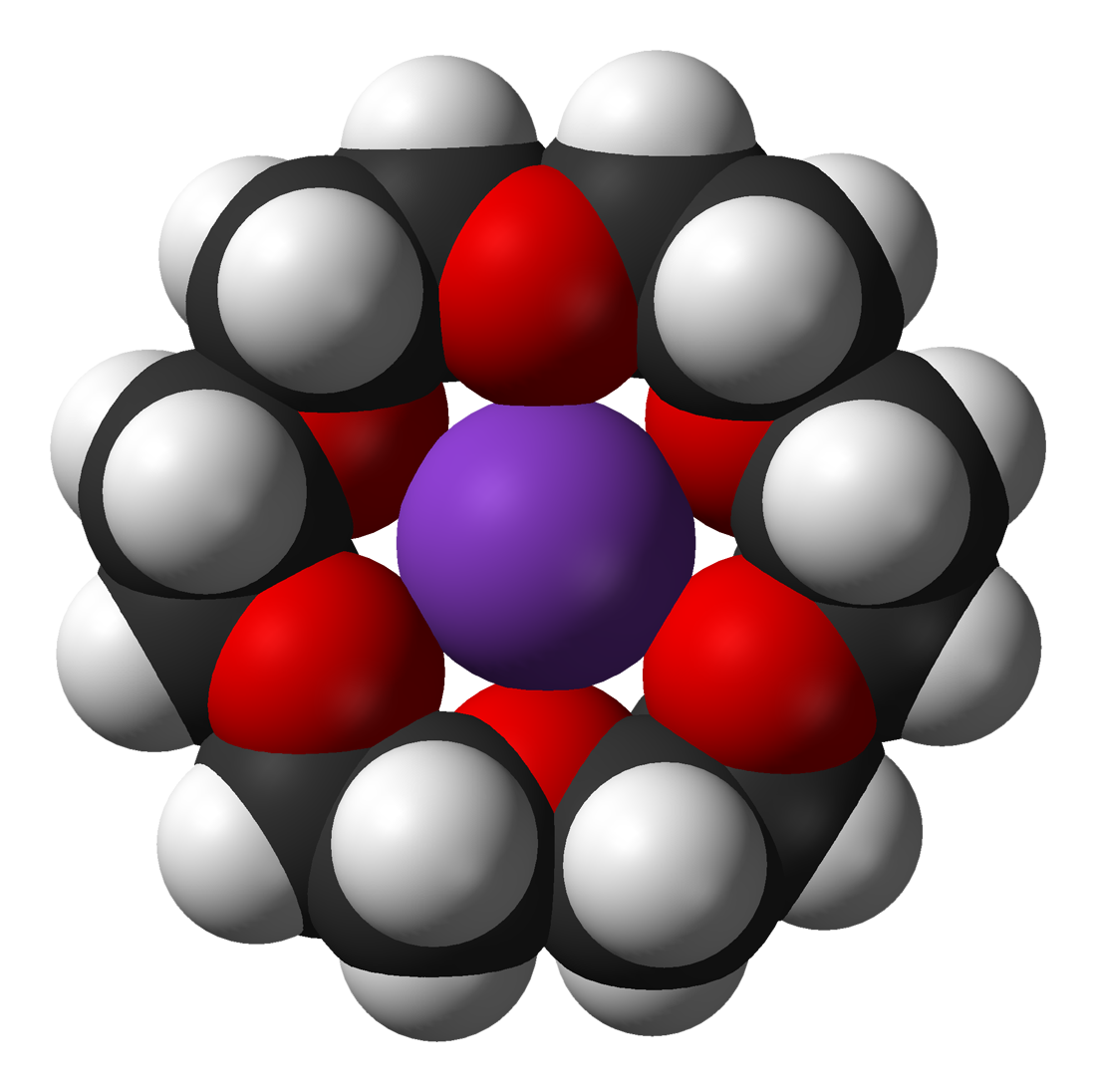
鉀離子正嵌入在18-冠-6中（1）
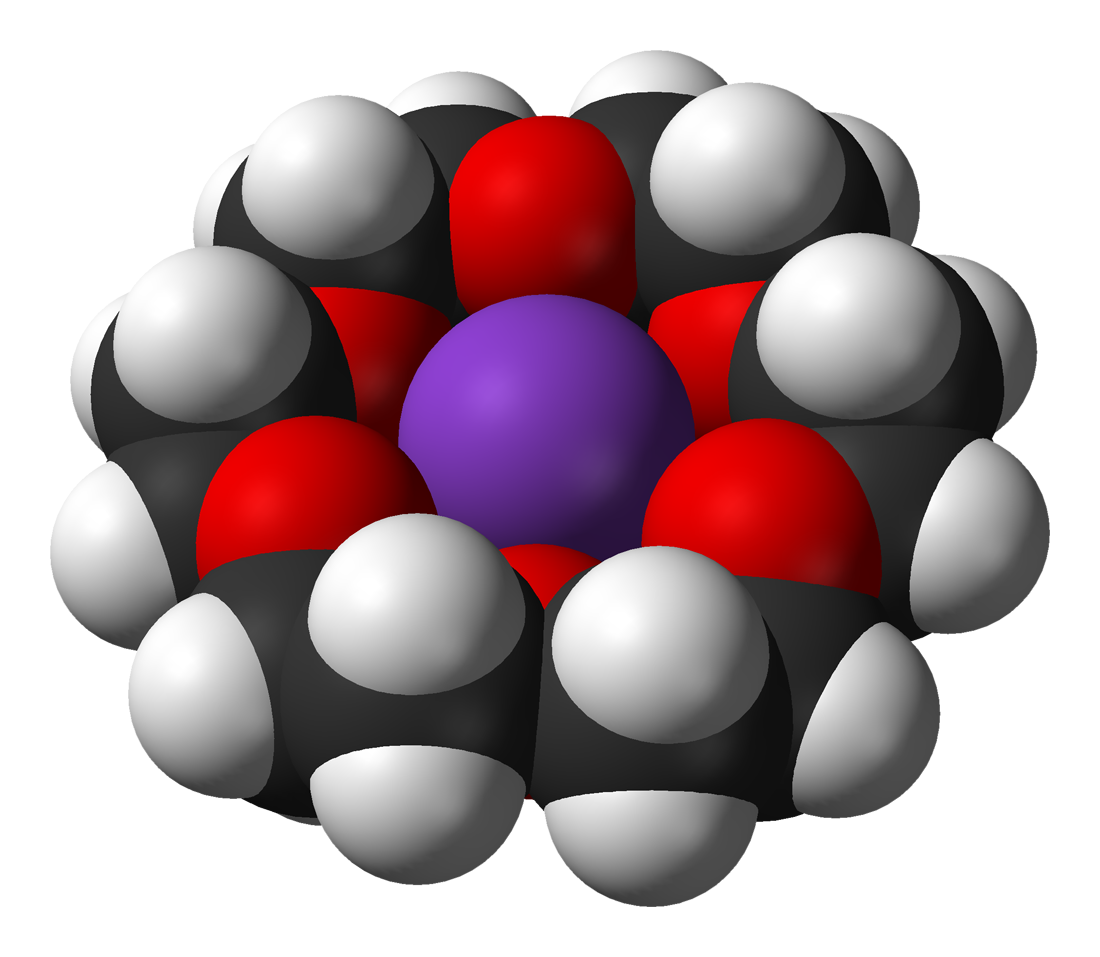
鉀離子正嵌入在18-冠-6中（2）
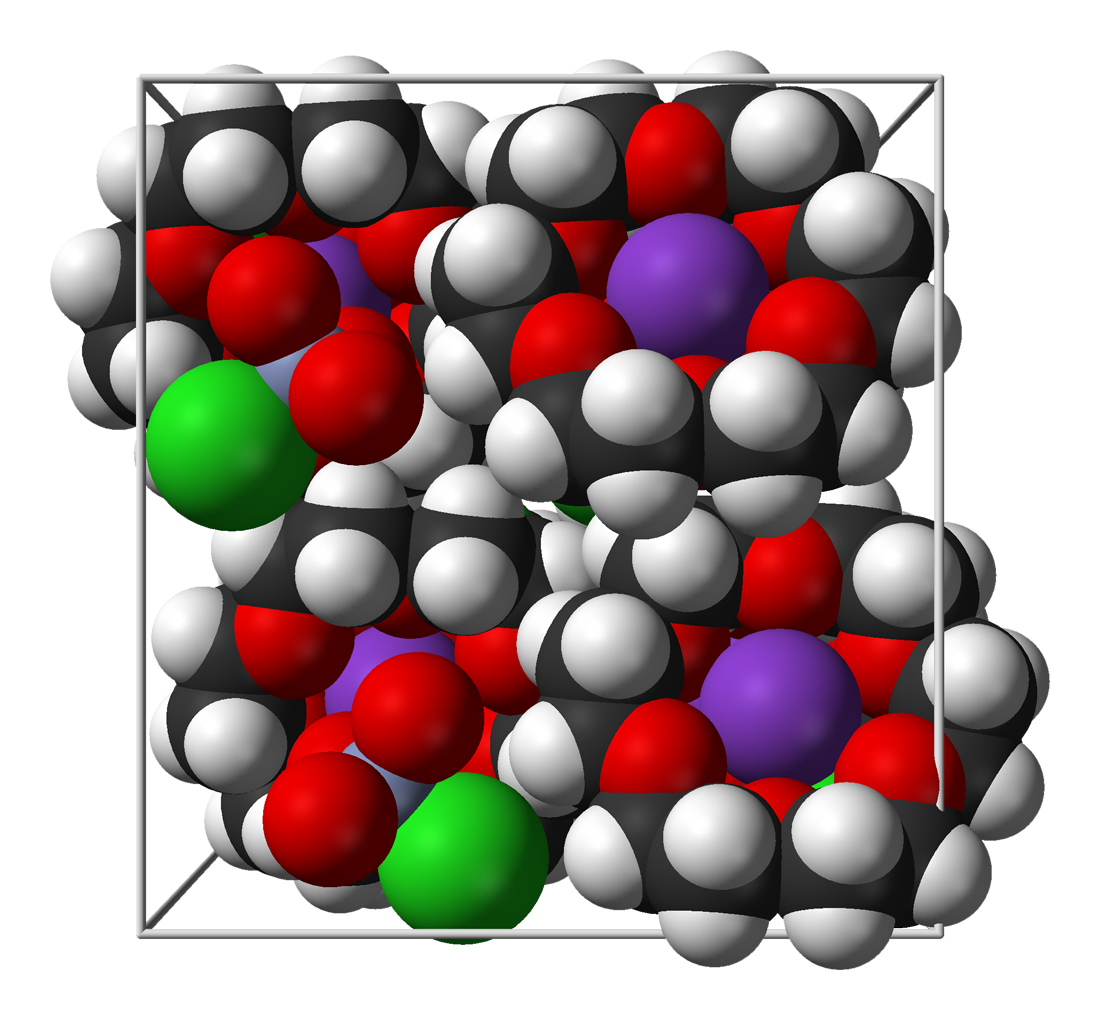
在溶劑的18-冠-6和氯鉻酸鉀－KCrO3Cl（18-冠-6正與氯鉻酸鉀中的鉀離子絡合）

## 参阅
- 穴醚